# Plazmid

1 – chromosom bakteryjny
2 – plazmidy

Plazmid – cząsteczka pozachromosomowego DNA występująca w cytoplazmie komórki, zdolna do autonomicznej replikacji. Termin „plazmid” został po raz pierwszy zaproponowany przez Joshuę Lederberga w 1952 roku, jako genetyczna nazwa wszystkich znanych (w tamtym czasie) „pozachromosomowych cząstek genetycznych”, a w praktyce zaczął funkcjonować osiem lat później. Plazmidy występują przede wszystkim u prokariontów, ale znane są również plazmidy u eukariontów. Zazwyczaj plazmidy nie niosą genów metabolizmu podstawowego, a więc nie są komórce niezbędne do przeżycia. Mogą jednak kodować produkty potrzebne w pewnych specyficznych warunkach, na przykład geny oporności na antybiotyki lub umożliwiające rozkład i asymilację różnych związków odżywczych. Plazmidy mogą być przekazywane pomiędzy komórkami bakteryjnymi w czasie podziału komórki lub poprzez poziomy transfer genów, na przykład w procesie koniugacji, transdukcji i transformacji. Uważa się, że plazmidy razem z wirionami pochodzą od wspólnego replikonu.

## Budowa
Większość znanych plazmidów to niewielkie, kowalencyjnie zamknięte cząsteczki DNA. Najmniejsze plazmidy mogą mieć rozmiar około 1 kpz, największe zaś około 2000 kpz. Znane są również plazmidy naturalnie występujące w formie liniowej.
Plazmidy mogą kodować wiele genów związanych ze swoim utrzymaniem, replikacją oraz transferem do innych komórek. Replikacja plazmidu, niezależna od replikacji DNA chromosomowego, możliwa jest dzięki obecności miejsca ori (od ang. origin of replication), czyli sekwencji, w której następuje rozpoczęcie replikacji DNA.

## Mobilność
Plazmidy mogą być przekazywane nie tylko z komórki macierzystej do komórek potomnych, ale także pomiędzy dwiema komórkami bakteryjnymi w procesie koniugacji. Obok transdukcji, transformacji i transfekcji koniugacja jest jednym z rodzajów poziomego transferu genów. Jest on istotny dla ewolucji bakterii, ponieważ umożliwia szybką adaptację do zmieniających się warunków środowiska. Ma to także znaczenie dla człowieka, gdyż większość genów oporności na antybiotyki kodowanych jest na plazmidach, co umożliwia przekazywanie oporności wśród bakterii chorobotwórczych, w tym należących do innych gatunków.

## Utrzymanie w komórce
Jak zostało wspomniane, plazmidy zazwyczaj nie kodują żadnych informacji genetycznych niezbędnych dla przeżycia komórki. Do właściwości utrzymujących plazmidy w komórce należą:
- duża liczba kopii plazmidu
- systemy miejscowo specyficznej rekombinacji (rozdziału multimerów) – mrs.
- systemy partycyjne (aktywnego rozdziału) – par.
- systemy addykcyjne, na przykład ccd.

### Duża liczba kopii plazmidu
Niewielkie plazmidy występują zazwyczaj w komórce w wysokiej (od kilkunastu do kilkudziesięciu) liczbie kopii. Dzięki temu przy podziale komórki zapewnione jest bardzo wysokie prawdopodobieństwo odziedziczenia plazmidu przez komórki potomne. Im więcej kopii plazmidu, tym większe prawdopodobieństwo, że w wyniku podziału komórki nie powstanie komórka bezplazmidowa.

### Systemy miejscowo specyficznej rekombinacji
Gdy w komórce znajduje się więcej niż jedna kopia plazmidu, spontanicznie zachodzi ich łączenie się poprzez sekwencje homologiczne, co powoduje powstawanie dimerów i oligomerów. Przy podziale komórki oligomery tworzą razem jedną cząsteczkę, która zostaje przekazana jednej z komórek potomnych. Zachodzi więc niebezpieczeństwo, że wszystkie plazmidy połączone w jedną cząsteczkę zostaną przekazane tylko jednej komórce, a druga komórka będzie pozbawiona plazmidu. Spowodowałoby to po pewnym czasie zwiększenie się w populacji liczby bakterii nie posiadających plazmidu.
Aby temu zapobiec, na plazmidzie mogą znajdować się geny systemu miejscowo specyficznej rekombinacji. Zawierają one specjalne sekwencje res oraz kodują białko resolwazę (rekombinazę). Resolwaza działa na sekwencje res i w drodze rekombinacji homologicznej powoduje rozdzielenie multimeru na pojedyncze plazmidy. Tego rodzaju system nie zapobiega jednak ponownemu tworzeniu multimerów, lecz jedynie rozdziela już istniejące.

### Systemy partycyjne (aktywnego rozdziału)
Dzięki obecności tych systemów następuje aktywny i ściśle kontrolowany rozdział plazmidów do komórek potomnych. W skład systemów tego typu wchodzą specyficzne sekwencje DNA, wykazujące podobieństwo do eukariotycznych centromerów, oraz białka uczestniczące w procesie rozdziału. Podczas podziału komórki sekwencje centromeropodobne wiązane są przez rozpoznające je białka, do tych zaś przyłączają się kolejne białka bezpośrednio uczestniczące w rozdziale. Plazmidy zostają ustawione w płaszczyźnie równikowej, a następnie rozchodzą się do przeciwległych biegunów komórki.

### Systemy addykcyjne

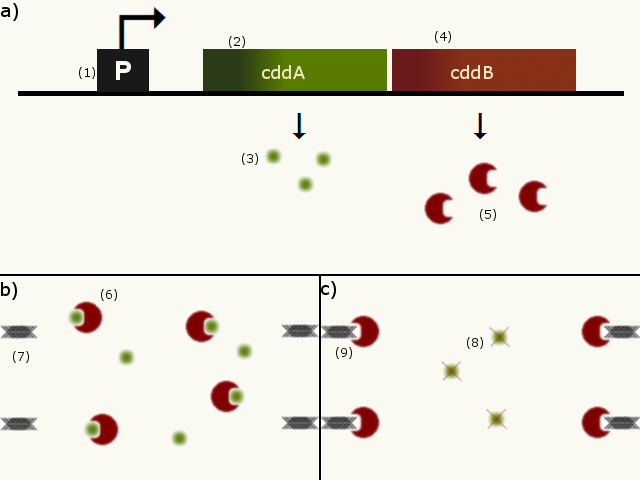
Ilustracja działania systemu addykcyjnego cddAB (objaśnienia w tekście)

Systemy addykcyjne powodują eliminację komórek, które nie odziedziczyły plazmidu podczas podziału komórki. Składają się na nie geny kodujące trwałą toksynę (truciznę) oraz labilną antytoksynę (antidotum). W komórce posiadającej plazmid zachodzi ekspresja obydwu tych genów, jednak antytoksyna znosi efekt działania toksyny. Po podziale komórki potomne dziedziczą po komórce macierzystej zarówno truciznę, jak i antidotum obecne w cytoplazmie. Jeśli komórka nie otrzymała przy podziale plazmidu, labilne antidotum jest szybko rozkładane, natomiast trwała trucizna jest dalej obecna w cytoplazmie i, w zależności od typu, powoduje efekt bakteriobójczy lub bakteriostatyczny. Jeśli natomiast komórka odziedziczyła plazmid, jest w stanie produkować własne antidotum.
Istnieją dwa typy systemów addykcyjnych:
- Trucizna to białko, a antidotum to antysensowy RNA, uniemożliwiający translację mRNA trucizny.
- Trucizna i antidotum to dwa białka, które razem tworzą nieaktywny kompleks.

#### System cddAB
Przykładem systemu addykcyjnego typu białko–białko jest system cddAB (patrz rysunek).
- a) System tworzą dwa geny: cddA (2), kodujący antidotum (3), oraz cddB, (4) kodujący truciznę (5). Obydwa geny są transkrybowane ze wspólnego promotora (1), a więc tworzą operon.
- b) Podczas normalnego funkcjonowania komórki bakteryjnej posiadającej plazmid kodujący system cddAB, trucizna pozostaje związana przez antidotum (6) i nie wywiera toksycznego wpływu na swój cel komórkowy (7), jakim w tym wypadku jest gyraza DNA.
- (c) Jeśli komórka utraci plazmid z genami systemu cddAB, nietrwałe antidotum zostaje zdegradowane (8), a toksyna wiąże się ze swoim celem (9), hamując dalsze podziały komórki.

#### System hok–sok
Przykładem systemu addykcyjnego typu białko–RNA jest system hok/sok.

## Zastosowanie
Plazmidy bakteryjne znalazły zastosowanie w inżynierii genetycznej jako wektory. Obecnie używa się plazmidów rekombinowanych, zawierających elementy wielu plazmidów naturalnych jednocześnie.